# ام‌اس سمفونی آو د سیز
ام‌اس سمفونی آو د سیز (به انگلیسی: MS Symphony of the Seas) به معنی سمفونی دریاها یک کشتی گردشی تحت مالکیت رویال کارائیب اینترنشنال است. این کشتی خواهر کشتی ام‌اس هارمونی آو د سیز است که در کلاس کشتی ام‌اس اوئیسیس آو د سیز قرار می‌گیرد. این کشتی تفریحی، به طول ۳۶۲ متر و عرض ۴۷ متر، بزرگترین کشتی ساخته شده توسط بشر است. فرایند ساخت این کشتی از سال ۲۰۱۵ در اس تی ایکس فرانسه آغاز شد و در سال ۲۰۱۸ به آب انداخته شد.